# Kommune (Norsko)

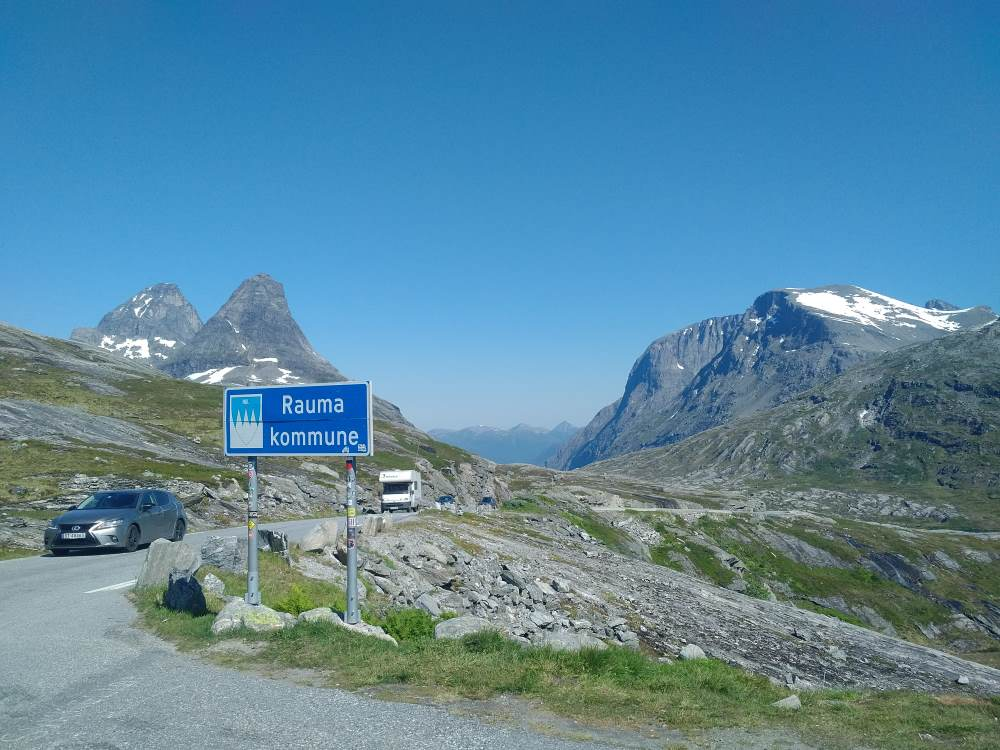
Místní tabule obce Rauma poblíž Trollstigen na hranici s obcí Norddal

Kommune je v Norsku název pro nejnižší (místní) úroveň státní správy. Jsou to území (oblasti), která mají vlastní politickou a správní jednotku. V Česku jim odpovídají obce a okresy. Nad kommune jsou v Norsku fylke, kterým v Česku odpovídají kraje. Nad nimi je pak norský staten, v Česku stát.
Kommune mohou být rozděleny na několik farností (norsky bokmål sogn, nynorsk sokn) nebo na několik školních obvodů (norsky bokmål skolekrets, nynorsk skulekrins); některé z nich odpovídají hranicím bývalých obcí.

## Organizace
Existují dva typy kommune: V mnohých existuje představenstvo (komunistyre), volené obyvateli na dobu čtyř let, které tvoří obecní nebo městskou radu a mají ještě další grémium nazvané formannkap (prezidium). Členové tohoto grémia jsou voleni místní radou z jejích vlastních řad.a mohou bez místní rady odsouhlasovat roční rozpočet nebo vydávat daňová rozhodnutí..
V jiných kommune formannskap není. Místo toho je vytvořen kommuneråd. Starosta se nazývá ordfører (bokmål) nebo ordførar (nynorsk). On a jeho zástupce nejsou voleni přímo obyvatelstvem, ale jen členy místní rady.
V kommune s formannskap musejí být starosta i jeho zástupce členy formannskap, a tedy i členy místní rady, v ostatních kommune musejí být pouze členy představenstva, místní rady ale ne.
Všechny norské kommune jsou navzájem rovnocenné. Jsou zodpovědné za základní a nižší střední školní systém, sociální instituce, výstavbu komunálních silnic, zásobování vodou a regulaci odpadních vod a také za územní plánování. Financují se z vlastního výběru daní a z přidělovaných centrálních prostředků.

## Základní údaje
Od 1. ledna 2024 je Norsko rozděleno na 357 kommune. V letech 2020-2023 to bylo 356 kommune a v letech 2018-2019, 422.
Velikost a počet obyvatel kommune se velmi liší. Největší komune z hlediska rozlohy je Kautokeino v kraji Finnmark, má 9704 km², nejmenší je Kvitsøy v Rogaland s přibližně 6 km². Oslo je nejlidnatější kommune, má 717.710 obyvatel (stav k 1. lednu 2024), Nejméně obyvatel žije v kommune Utsira, konkrétně pouze 215 (stav k 1. lednu 2024).

## Číselné označení
Od roku 1946 má každá kommune pro statistické a jiné administrativní účely jedinečné čtyřmístné číslo. První dvě číslice odpovídají dvoumístnému číslu kraje, do kterého patří. Dalšř dvě číslice obsahují číslo kommune ucnitř kraje.Například komunne Øygarden má číslo 4626, což znamená, že je to komume 26 v kraji 46 (Vestland).
Kommune, které se jsou městy, mají obvykle nejnižší čísla v příslušném kraji, například kommune Trondheim má číslo 5001. Zbývající kommune jsou očíslovány podle topografické posloupnosti. Číselné řady ale mají mnoho mezer.

## Historie
Termín kommune pro nejmenší správní jednotku v Norsku byl zaveden v roce 1853 a nahradil dříve existující správní jednotku formannskapsdistrikt. Zákon o obcích (kommunelov) ze dne 25. září 1992 zrušil rozdíl mezi městskými (bykommune) a venkovskými komune (herredskommune). Původní termíny  se však v Norsku stále používají, ale již nemají žádný formální význam.